# Дронна музика
Дронна музика або спрощено дрон — мінімалістичний жанр музики, який зважає на використання стійких звуків, нот, кластерів. Її зазвичай характеризують протяжні програми з відносно незначними гармонічними варіаціями впродовж кожної композиції. В 2000, один з винахідців, Ла Монте Янг, описав цю течію як «стійку тональну гілку мінімалізму».

## Перегляд
Дронну (бурдонну) музику, ритмічно сталу або дуже повільну, можна знайти в усіх кутках світу, включно традиції волинки, насвистування шотландського піброху; музика діджеріду Австралії, південно-індійська класична карнатична музика та хіндустанська класична музика (обидва майже беззмінно супроводжуються тамбурою, щепним, чотириструнним інструментом, який здатен грати тільки бурдон); стійкі тональності знайдені в гагаку, класичній японській традиції; можливо (заперечно) в до-поліфонічній вокальній музиці органуму пізньої середньовічної Європи; та ісоні Візантійського співу (або бурдонний спів, до XV століття). Повторення тональностей, що, імітуючи, має нагадувати волинки, можна знайти в різноманітності різних жанрів та музичних форм.
Сучасний жанр, який також має назву «дронної музики» (так звана «дронологія», запроваджувана книжками, лейблами та магазинами, щоб розрізнити її від етнічної дронної музики) часто присвячуються музикантам, які поєднали себе з музикою андеграунд та пост-роком або іншими жанрами експериментальної музики. До бурдонної музики також входять жанри знайденого звуку, мінімалістичної музики, дарк-ембіент, дум-дрон/дрон-метал, та нойз-музика.
Pitchfork Media та журналіст Allmusic Марк Річардсон описав її так:
«Музика „зникаючої точки“ створена Філом Ніблоком та, особливо, Ла Монте Янг — приклад того, що коїться коли фіксація на тонах досягає найвищої точки. Тембр спростований до єдиного інструменту або синусоїду, тиша взагалі зникає та примітивний контакт між маленькими кластерами „чистої“ тональності стають вмістом музики. Така праця бере все, що зазвичай допомагає нам розрізнити „музику“ від „звуку“, викидає майже все та починає спочатку».

## Краут-рок
В пізніх 60-х та ранніх 70-х, німецькі рок музиканти такі як Can, Neu! та Faust брали натхнення з експериментального року 60-х, наприклад Капітан Біфхарт та композиторів таких як Штокхаузен та Ле Монте Янг. Ці краут-рок групи вплинули на артрок сучасників, панк-рок та постпанк гравців. Тоні Конрад, із Театру Вічної Музики, записав альбом з Faust, який містив складні дрони віолончелі супроводжені єдиною нотою бас-гітари та деякими ударними інструментами.

## Нью-ейдж, космічна та ембіент музика
Паралельно до краут-року, вздовж Північної Америки та Європи, деякі музиканти намагалися мирити азійський класицизм, суворий мінімалізм та приголосні аспекти фолк-музики в честь духовності. Серед них є такі як випускник Театру Вічної Музики Террі Райлі та його In C 1964 року. Разом з Ле Монте Янг та Зазіла, Райлі став учнем класичного хіндустанського співця Пран Нат. Паралельно до цього, Tangerine Dream (тоді краут-рок група) та її недавно звільнений учасник Клаус Шульце підійшов до більш задумливої та приголосної гармонічної музики, кожен з їхніми власними альбомами дронної музики, випущені лейблом Ohr в Августі 1972. Впродовж 70-х, Ірв Тейбель випустив свої психоакустичні серії Environments, які містили 30 хвилин не переривного звуку навколишнього середовища та синтезованих звукових ландшафтів («Om Chant» та «Tintinnabulation»).
Тим часом, Браян Іно, учень гламур/арт-рок групи Roxy Music, постановив (беручи натхнення від Джона Кейджа, його попередній концепт меблевої музики 1910-х Еріка Саті та частка від мінімалістів таких як Ла Монте Янг), що ембіент музика «могла зосереджувати декілька рівнів уваги слухача без зауваження на один конкретний рівень; воно має бути настільки ж нецікавим наскільки воно може бути цікавим». Хоча касетні записи ембіент музики пізніх 70-х Браяна не є дронною музикою, його сприйняття Янга («наш тато») та його вплив на пізнішу дронну музику зробила його важливим елементом цієї стрічки.
Клаус Візе — майстер Тибетського співу; він створив протяжні серії альбомів, створюючи дивовижні акустичні дрони, за допомогою цього складного мистецтва.

## Електроніка та метал
В пізніх 90-х та ранніх 2000-х, дронна музика була змішана з роком, ембіент, електронною та ньо-ейдж музикою. Багато започатківців дрону досі активні та продовжують працювати в довгих, стійких тональностях. Імпровізатори, такі як Hototogisu [Архівовано 27 грудня 2020 у Wayback Machine.] та Sunroof! граються з стійкими полями, які є дуже близькими до дронів. Дрон-метал група Sunn O))), майже завжди грає композиції з стійкими тональностями, та їх колеги Boris та Merzbow випустили Sun Baked Snow Cave, який складається з 62 хвилин дрону, в 2005.